# 克拉斯諾扎沃茨克
克拉斯諾扎沃茨克（俄語：Краснозаво́дск，羅馬化：Krasnozavodsk，意即「紅色工廠」）是俄羅斯莫斯科州的一個城市，位於莫斯科東北88公里、謝爾吉耶夫鎮以北15公里。2002年人口約13,549人。
1915年建立，1940年設市並改以現名。